# Jang Yeong-sil (serial telewizyjny)
Jang Yeong-sil (kor. 장영실) – południowokoreański serial telewizyjny z 2016 roku emitowany na antenie KBS1. Główne role odgrywają Song Il-gook, Kim Yeong-cheol, Kim Sang-kyung i Park Sun-young. Serial emitowany był w soboty i niedziele o 21:40 od 2 stycznia do 26 marca 2016 roku, liczy 24 odcinki.
Fabuła serialu skupia się na Jang Yeong-silu (Song Il-gook), niezwykłym naukowcu z czasów Joseon żyjącemu w XV wieku. Urodził się jako niewolnik, lecz z niezwykłym talentem i głęboką pasją do astronomii. Jang Yeong-sil miał duży wkład w rozwój nauki ery Joseon, pozostawił wiele wspaniałych wynalazków, takich jak różne instrumenty astronomiczne, deszczomierz czy zegar wodny.

## Obsada

### Główna
- Song Il-gook jako Jang Yeong-sil
  - Jung Yun-seok jako młody Jang Yeong-sil
- Kim Sang-kyung jako Lee Do, później Król Sejong (1397~1450)
  - Hong Hyun-taek jako młody Lee Do
- Kim Yeong-cheol jako Lee Bang-won, później Król Taejong (1367~1422)
- Park Sun-young jako księżniczka Sohyun – córka Taejonga i starsza siostra Lee Do (postać fikcyjna)
  - Yoon Si-yeong jako młoda Sohyun

### Rodzina królewska
- Kim Ki-hyeon jako Król Taejo
- Lee Byung-wook jako książę Yangnyeong
- Kim Bo-mi jako księżniczka Gyeonghye
- Han Jeong-woo jako Król Munjong
  - Choi Seung-hoon jako młody Lee Hyang (później Król Munjong)
- Go Young-bin jako Król Sejo

### Urzędnicy Królewscy
- Kim Do-hyun jako Lee Cheon
- Son Byong-ho jako Ha Yeon
- Jung Han-yong jako Hwang Hui
- Kim Byung-ki jako Maeng Sa-seong
- Lee Young-seok jako Jo Mal-saeng
- Han Ki-joong jako Heo Jo
- Kim Hyo-won jako Jeong Cho
- Kang Shin-goo jako Jeong Heum-ji
- Jeong Eui-gap jako Jeong In-ji
- Park Seung-gyu jako Park Eun
- Hwang Yi-gun jako Kim Goo-nam
- Lee Gun-myungjako Park Yeon
- Ahn Shin-woo jako Choe Manri

### Urząd Astronomii i Geomancji
- Lee Byung-hoon jako Lee Sun-ji
- Seo Hyun-cheol jako Choi Bok (postać fikcyjna)
- Im Hyuk jako Yoo Taek-sang
- Min Joon-hyun jako Jeon Bae-cheon (postać fikcyjna)
- Lee Joo-hyun jako Ji Gyeong-chan (postać fikcyjna)
- Kang Ji-hoo jako Seong Sa-gook (postać fikcyjna)

### Mieszkańcy Dongnae-hyun
- Lee Ji-hoon jako Jang Hee-je (postać fikcyjna)
  - Kim Dan-yool jako młody Jang Hee-je
- Kim Myeong-soo jako Jang Seong-hwi – ojciec Jang Yeong-sila
- Kim Ae-ran jako Eun-wol – matka Jang Yeong-sila
- Son Ho-gyun jako Jang Gi-bae (postać fikcyjna)
- Kang Sung-jin jako Seok-goo – przyjaciel Jang Yeong-sila (postać fikcyjna)
  - Lee Joon-seo jako młody Seok-goo
- Kim Dae-jong jako Kim Hak-joo – przyjaciel Jang Hee-je (postać fikcyjna)
  - Lee Kye-in jako młody Kim Hak-joo

### Mieszkańcy Hanyang
- Yoon Ah-reum jako Eul-seon
- ?? jako Oh Gu-san
- Lee Geon jako eunuch Han Nae-gwan
- Kim Mi-ra jako dwórka Uhm Sang-goong

### Inni
Dynastia Ming
- Im Dong-jin jako Joo Tae-kang (postać fikcyjna)
- Park Gyu-ri jako Joo Bu-ryeong (postać fikcyjna)
- Im Chul-hyung jako Yoon Bong
- Kwon Bin jako Zhu Qizhen

W pozostałych rolach
- Kwak Min-ho jako Go Gil-soo
- Jo Sang-goo jako Byun Dae-chi
- Byun Joon-seok jako Choi Yool
- Jang Gwang jako Jo Gwang
- Hwang Chan-ho jako Moo-san
- Kim Min-hyuk jako Oh Pil-gyo
- ?? jako Bae Kang-chool
- Cha Ye-joon jako Im Myung-deok
- Oh Ji-hyuk jako Yoo Cheol
- Cha Bo-seong jako Seong Sam-moon

Gościnnie wystąpili
- Nam Il-woo jako Jang Seong-bae – najstarszy brat Jang Seong-hwi
- Chae Dong-hyun jako Kim Beob-rae
- Yeo Hoe-hyun jako Na Ki-soon
- Song Dae-han
- Song Min-guk
- Song Man-se

## Oglądalność
| No. | Data emisji | Oglądalność | Oglądalność |
| No. | Data emisji | TNmS        | AGB Nielsen |
| --- | ----------- | ----------- | ----------- |
| 1   | 02.01.2016  | 8,5%        | 11,6%       |
| 2   | 03.01.2016  | 8,6%        | 11,5%       |
| 3   | 09.01.2016  | 9,6%        | 10,2%       |
| 4   | 10.01.2016  | 9,0%        | 11,3%       |
| 5   | 16.01.2016  | 9,8%        | 10,1%       |
| 6   | 17.01.2016  | 10,0%       | 12,2%       |
| 7   | 23.01.2016  | 12,2%       | 14,1%       |
| 8   | 24.01.2016  | 12,4%       | 14,1%       |
| 9   | 30.01.2016  | 10,7%       | 12,2%       |
| 10  | 31.01.2016  | 10,4%       | 13,4%       |
| 11  | 06.02.2016  | 9,9%        | 11,9%       |
| 12  | 13.02.2016  | 9,2%        | 10,9%       |
| 13  | 14.02.2016  | 9,1%        | 10,3%       |
| 14  | 20.02.2016  | 9,0%        | 11,0%       |
| 15  | 21.02.2016  | 9,2%        | 11,7%       |
| 16  | 27.02.2016  | 8,8%        | 10,8%       |
| 17  | 27.02.2016  | 9,6%        | 11,7%       |
| 18  | 05.03.2016  | 10,5%       | 11,5%       |
| 19  | 06.03.2016  | 9,7%        | 11,8%       |
| 20  | 12.03.2016  | 9,4%        | 10,4%       |
| 21  | 13.03.2016  | 10,1%       | 12,0%       |
| 22  | 19.03.2016  | 9,5%        | 10,4%       |
| 23  | 20.03.2016  | 10,5%       | 11,9%       |
| 24  | 26.03.2016  | 9,4%        | 10,2%       |

## Nagrody i nominacje
| Rok  | Nagroda          | Kategoria                                                    | Wynik     |
| ---- | ---------------- | ------------------------------------------------------------ | --------- |
| 2016 | KBS Drama Awards | Top Excellence Award, Actor (Song Il-gook)                   | Nominacja |
| 2016 | KBS Drama Awards | Excellence Award, Actor in a Mid-length Drama (Song Il-gook) | Wygrana   |
| 2016 | KBS Drama Awards | Best Young Actor (Jung Yun-seok)                             | Wygrana   |